# ФК Врчин
Фудбалски клуб Врчин је српски фудбалски клуб из Врчина, приградског насеља надомак Београда. Тренутно се такмичи у Београдској зони.

## Историја
Клуб је основан 1947. године. ФК Врчин је 2013. године освојио зонску „БИП” лигу Београда.